# 遠期契約
遠期契約（英語：Forward Contract）是買賣雙方所簽訂的在未來指定的時間按照今日商定的價格購入或賣出資產的一種非標準化契約。商定的價格稱為交貨價格，等於訂立合同時的遠期價格。
遠期契約是一種金融衍生工具 。遠期價格和即期價格的差異為遠期溢價或遠期折價。遠期溢價或折價可以視作買方的利潤或虧損。遠期契約可用於風險對沖（特別是匯率風險）或用於投機行為。
遠期契約和期貨契約有緊密的關聯。相比期貨契約，遠期契約不是標準化契約，一般通过场外交易市场(OTC)达成，不在交易所進行買賣，没有履约担保机构，因此難以轉售。作為一種場外交易契約，遠期契約內容可根據買賣雙方的需求來定制。
远期交易通常采用实物交割的方式了结持仓(不绝对)，不实行逐日盯市的结算制度。远期合约没有固定的集中交易场所和信息披露制度，其信息传递较慢，流动性较差。违约风险也较大，合约能否履约，取决于买卖双方的信用状况。

## 常见的远期交易
- 商品远期交易
- 远期利率协议(FRA)
- 外汇远期交易
- 无本金交割外汇远期交易(NDF)
- 远期股票合约

## 远期合约的价值
由于标的资产的市场价格（如市场利率或者汇率等）会由于各种原因在不断发生变化，合约持有者的一方将会因此获利，而另一方则会受损。从而，远期合约的价值将不再为零，对获利的一方，表现为正价值，而另一方则为负价值。
远期的交割价格是买卖双方在远期合约中约定的未来交付标的资产的价格，也称为协议价格。
远期价格是使得当时远期合约价值为零的交割价格，体现了基于当前市场信息对未来价格的无套利预期。 
远期价格等于标的资产即期价格与持仓成本的和，即远期价格与标的资产即期价格的差额不等于持仓成本，在不考虑交易成本和市场摩擦的情况下，存在套利机会。 

## 報酬
遠期交易的報酬取決於交割價格（{\displaystyle K}）和在T時間的標的價格（{\displaystyle S_{T}}）之間的關係。
- 對於買方來說回報是：{\displaystyle f_{T}=S_{T}-K}
- 對於賣方來說回報是：{\displaystyle f_{T}=K-S_{T}}

## 現貨－遠期平價
對於流動性資產，現貨－遠期平價提供了現貨市場和遠期市場之間的關係。它描述了遠期契約的標的資產的即期和遠期價格的關係，總體上的效應可描述為持有成本，這種效應可被分解成不同的組成部分，特別是該資產是否：
- 支付收入，如果有的話，是離散還是連續的
- 產生儲藏成本
- 被視為
  - 一種投資資產，即以投資為主要目的的資產（比如黃金、有價證券等）；
  - 或一種消費資產，即以消費為主要目的的資產（比如石油、鐵礦等）

### 遠期價格
如果標的資產可以交易而且股息存在，遠期價格為：
{\displaystyle F=S_{0}e^{(r-q)T}-\sum _{i=1}^{N}D_{i}e^{(r-q)(T-t_{i})}\,}
其中：
{\displaystyle F}是{\displaystyle T}時間的遠期價格
{\displaystyle e^{x}}是指數函數
{\displaystyle r}是無風險利率
{\displaystyle q}是持有成本
{\displaystyle S_{0}}是資產的即期價格
{\displaystyle D_{i}}為{\displaystyle t_{i}}時間派發的股息，其中{\displaystyle 0<t_{i}<T.}

### 投資資產
對於不生成收入的資產，當前遠期價格（{\displaystyle F_{0}}）和即期價格（{\displaystyle S_{0}}）的關係是：
{\displaystyle F_{0}=S_{0}e^{rT}}
其中 {\displaystyle r}是連續無風險複利，T是到期日期限。因為你想要在T時間持有資產，在完美的資本市場中，今日買入並持有資產與買入遠期契約然後在交割日拿到資產沒有分別，兩者成本的現值是相等的。
對於支付收入的資產，遠期價格和即期價格關係為：
- 離散：{\displaystyle F_{0}=(S_{0}-I)e^{rT}}
- 連續：{\displaystyle F_{0}=S_{0}e^{(r-q)T}}

其中 {\displaystyle I=}在{\displaystyle t_{0}<T}時間的離散收入，{\displaystyle q\%p.a.}是合約期限內連續複利式股息率。當資產可生成收入的時候，持有資產比起遠期買入資產有利，這是因為你可以得到收入。因此必須扣除收入以反映持有資產的利益（例如股票是支付離散收入的資產之一）。對於作為商品的投資資產，例如黃金和白銀，儲藏成本也必須加以考慮。
儲藏成本可被視為負收入，當計入儲藏成本時，遠期和即期價格的關係為：
- 離散： {\displaystyle F_{0}=(S_{0}+U)e^{rT}}
- 連續：{\displaystyle F_{0}=S_{0}e^{(r+u)T}}

其中{\displaystyle U=} 在{\displaystyle t_{0}<T}時間的儲藏成本現值， {\displaystyle u\%p.a.}是連續複利式儲藏成本，它和商品價格成比。儲藏成本使最終價格變得更高， 我們需要把它加到即期價格上。

### 消費資產
消費資產通常是作為能量和生產過程來源的原材料商品，比如石油和鐵礦。消費商品的使用者會覺得持有這些資產優於持有遠期契約。利益包括暫時性地儲藏原材料商品以便於生產流程，它可被視為便利收益率。 
因此對於消費資產，遠期和即期價格的關係為：
- 離散儲藏成本： {\displaystyle F_{0}=(S_{0}+U)e^{(r-y)T}}
- 連續儲藏成本： {\displaystyle F_{0}=S_{0}e^{(r+u-y)T}}

其中 {\displaystyle y\%p.a.} 是合約期限內的只對資產持有人而不是遠期契約持有人有利的便利收益率，它可被看作是一種股息率。

### 持有成本
即期和遠期價格之間的關係反映了持有資產對比持有遠期契約的淨持有成本，因此：
- 離散持有成本：  {\displaystyle F_{0}=(S_{0}+U-I)e^{(r-y)T}}
- 連續持有成本： {\displaystyle F_{0}=S_{0}e^{cT},{\text{ where }}c=r-q+u-y.}